# Jak–4
A Jak–4 vagy más jelzéssel BB–22bisz (Blizsnyij Bombargyirovscsik, oroszul ближний бомбардировщик, "közelbombázó") a második világháború idején használt szovjet könnyű bombázó volt. A fejlesztés alapja a Jak–22/Jak–2 volt. 1940-től 1941. január végéig a repülőgépből 90 darabot gyártott a tusinói 81. sz. repülőgépgyár. A gyártását a szovjet kormányzat 1941. február 13-i határozata értelmében beszüntették, mert a szovjet légierő vezetése a hasonló feladatkörű, de a Jak–4-et minden tekintetben felülmúló Pe–2 bombázó rendszeresítését támogatta.

## Felépítés
A Jak–4 a Jak–2 továbbfejlesztett verziója erősebb Klimov M–105 motorral és egy sor egyéb változtatással, amelyekkel a Jak–2 gyengeségeit orvosolták.